# Майнов, Иван Иванович
Иван Иванович Майнов (1861 —- 1936), революционер, учёный-этнолог.

## Биография
Родился в Каширском уезде Тульской губернии, в 1861 году.

### Родители
Отец — помещик Каширского уезда, Михаил Михайлович Павлов, математик по образованию, артиллерист, ветеран Крымской войны, участвовал в Севастопольской битве. Дедом Ивану Ивановичу приходился профессор Московского университета Михаил Григорьевич Павлов. После 1861 года Михаил Михайлович Павлов, служил мировым посредником в Каширском уезде, а затем стал директором народных училищ Тульской губернии. Мать — бывшая крепостная крестьянка Михаила Михайловича, образования не имела.

### Ранние годы
После смерти отца, мальчик был усыновлен помещиком Медынского уезда Калужской губернии Иваном Васильевичем Майновым. Приёмный отец приходился ему дядей, так как был женат на сестре Михаила Михайловича, Марии. Приёмный отец дал пасынку домашнее начальное образование в своём родном имении, Бордукове, Медынского уезда. Образование носило гуманитарный характер. В 1870 году Иван Иванович был отдан в Катковский лицей, а в 1873 году, в связи с переездом, в Саратовскую мужскую гимназию.

### Революционная деятельность
В гимназии, в 1876 году вступает в революционный саратовский кружок молодёжи, где сблизился с народниками Сергей Николаевич Бобоховым, Пётром Григорьевичем Ширяевым, Пётром Сергеевичем Поливановым и другими. Члены кружка вдохновлялись идеями Петра Лавровича Лаврова и журнала «Вперёд!». Возглавлял кружок бывший студент Петровской Академии, Фёдор Ермолаевич Гераклитов В феврале 1877 года у членов кружка начались обыски, многие были арестованы, сосланы или скрылись за границу. Иван Иванович был отдан под негласный надзор и был вынужден написать заявление об отчислении из гимназии.
Летом 1878 г. Майков отправился в родную Тульскую губернию, намереваясь заниматься пропагандой среди местных крестьян. Однако за «преступную пропаганду» был отдан под особо строгий гласный надзор и снова возвращается в Саратов, что готовиться к поступлению на юридический факультет Саратовского университета. В октябре 1880-года Майнов вступает в кружок партии «Народная воля».В январе 1881 года Майнов переезжает в Москву, где продолжает революционную деятельность.
В августе 1881-года Майнова арестовывают и приговаривают к 15-ти годам каторжных работ, заменённые в итоге на ссылку. По конфирмации приговора Анучиным Дмитрием Гавриловичем, генерал-губернатором Восточно-Сибирского генерал-губернаторства лишён всех прав и сослан в Иркутскую губернию с заключением на 2 года и без права выезда в течение 8 лет. В конце января 1882 года переведён в Московскую пересыльную тюрьму, в июле отправлен по месту ссылки.

### Ссылка
С октября 1882 года жил в села Тунка. В апреле 1885 предпринял неудачную попытку побега, препровождён в Иркутскую тюрьму, приговорён Иркутским окружным судом ещё к 1,5 месяцам тюрьмы. После доноса выслан в Верхоленск. Принимал участие в нескольких протестах. В декабре 1887 года арестован, выслан в Якутскую губернию, жил в Мегинском улусе. В 1888 предпринял новую неудачную попытку побега, отправлен под конвоем в Якутск. 10.3.1890 Якутским окружным судом приговорён ещё к 6 неделям ареста. В феврале 1889 выслан в Вилюйск, затем неоднократно приговаривался к тюремному заключению. В августе 1889 переведён на жительство в Якутский округ, в Ботурусский улус. В конце 1893 перебрался в Якутск, где занял бесплатную должность консерватора местного музея. В начале 1894, после жалобы, направленной в 1 департамент Сената, получил разрешение выехать в Балаганский округ Иркутской губ. Остался в Якутской губ. для участия в этнографической экспедиции Восточно-Сибирского отдела Географического общества. Сотрудничал также с местным статистическим комитетом. Лишь в июле 1896 выехал в Иркутск, где жил до конца 1899. Служил в Иркутске по городскому управлению, последовательно занимал должности делопроизводителя, секретаря городской управы и секретаря местной думы. Одновременно член распорядительного комитета Сибирского отделения Географического общества, где выступал с публичными докладами. Член редакции газеты «Восточное обозрение». По приглашению Северного страхового общества выехал в Москву, чтобы затем (с начала 1900) занять должность помощника инспектора этого общества в Томске. Большую часть времени проводил в разъездах, всё свободное время занимался обработкой, собранных в Якутской области антропологических и статистических данных. Опубликовал ряд научных статей, за которые получил золотую медаль от Общества любителей естествознания, антропологии и этнографии.
Летом 1902 назначен инспектором Северного страхового общества в Иркутске, где жил до марта 1904, часто совершая поездки по Восточной Сибири. В 1902 стал одним из организаторов Сибирского союза социалистов-революционеров, в деятельности которого принимал деятельное участие. Союз располагал 3 тайными типографиями, издавал нелегальную газету «Отголоски борьбы», членом редакции которой был С. П. Швецов.

### Возвращение из ссылки
В марте 1904 назначен инспектором при правлении Северного страхового общества в Москву. В конце 1904 вступил в состав ЦК Партии социалистов-революционеров. Один из организаторов Областного комитета партии. В 1905 в Москве кооптирован в Центральный комитет Партии социалистов-революционеров. Сторонник отстранения Е. Ф. Азефа от партийной деятельности. В конце 1905 — начале 1906 под чужим именем участвовал в 1-м партийном съезде в Финляндии, затем отошёл от активной работы в центральных партийных органах.

### Петербургский период
С 1911 жил в Петербурге. Член одной из петербургских лож Великого востока народов России. Не смог по формальным причинам участвовать в выборах в Государственную Думу. Сблизился с Сибирской группой депутатов Государственной Думы, участвовал в обсуждении вносимых в Думу законопроектов, касающихся Сибири. В январе 1914 принимал участие в обсуждении аграрного вопроса с депутатами трудовой группы Государственной Думы, с которыми также сблизился. Работал в Петербурге при Министерстве путей сообщения как статистик по обследованию экономических районов проектируемых железнодорожных линий; совершил ряд поездок, преимущественно по Сибири и Киргизскому краю. Печатал специальные исследования в изданиях Министерства.
Во время Февральской революции находился в Воронеже. В начале апреля 1917 вернулся в Петроград. В 1917 один из лидеров правого крыла Партии социалистов-революционеров (Петроградской группы с.-р. оборонцев) и создателей газеты «Воля народа». В июле 1917 выступил в числе старых революционеров с воззванием о поддержке Временного правительства для успешной обороны страны. Председатель «Организационного комитета» группы правых эсеров. Сотрудничал с вечерней газетой «Народ», в редакцию которой входил А. С. Сигов. На выборах в Учредительное собрание указанный «Организационный комитет» опубликовал собственный список от Петрограда, в который был включён М. На ближайшем партийном съезде члены комитета были исключены из партии, но группа до лета 1918 продолжала своё существование.

### При Советской власти
В 1918 отошёл от политической деятельности. В начале 1918 сотрудничал в газете «Вольная Сибирь», где вёл сибирское обозрение. После закрытия газеты работал некоторое время в качестве заведующего страховым отделом в Северном союзе кооперативов (Оптсоюзе).
После реорганизации последнего устранился от всякой общественной деятельности и занялся всецело обработкой антропологических, этнографических и статистических материалов, собранных ранее в Якутской области им самим и его товарищами по ссылке. Литератор. Мемуарист. Сотрудничал в журналах «Минувшие годы», «Былое», «Вестник литературы», писал работы по этнографии и статистике, выступал в печати также под псевдонимами — Н. Волков, Саратовец, И. М. В 1922 в числе старых революционеров выступил с протестом против смертного приговора членам Партии социалистов-революционеров. Жил в Ленинграде. Похоронен на так называемой «площадке народовольцев» на Литераторских мостках Волковского православного кладбища в Ленинграде.

## Воспоминания
- Майнов И.И. Революционные кружки в Саратове. СПб.: В. Распопов. 1906. 31 с.
- Н.Волков [Майнов И.И.] Народовольческая пропаганда среди московских рабочих в 1881 г. // Былое. 1906. № 2. С. 174-182.
- Саратовец [Майнов И.И.] Саратовский семидесятник // Минувшие годы. 1908. № 1. С. 244-276; № 3. С. 171-207; № 4. С. 252-282.
- Майнов И.И. На закате народовольчества // Былое. 1917. № 5–6; 1922. № 18–20; 1923. № 21, 22.
- Майнов И.И. Петр Алексеевич Алексеев: 1849-1891. М., 1924.
- Майнов И.И. Степан Григорьевич Ширяев: член Исполнительного комитета партии "Народная воля". М.: Изд-во политкаторжан, 1930. 42 с.